# ليه آدامز
ليه آدامز (بالإنجليزية: Les Adams)‏ هو سياسي أمريكي، ولد في 18 يونيو 1974 في مقاطعة مونتغومري في الولايات المتحدة. حزبياً، نشط في الحزب الجمهوري.